# Matelassé

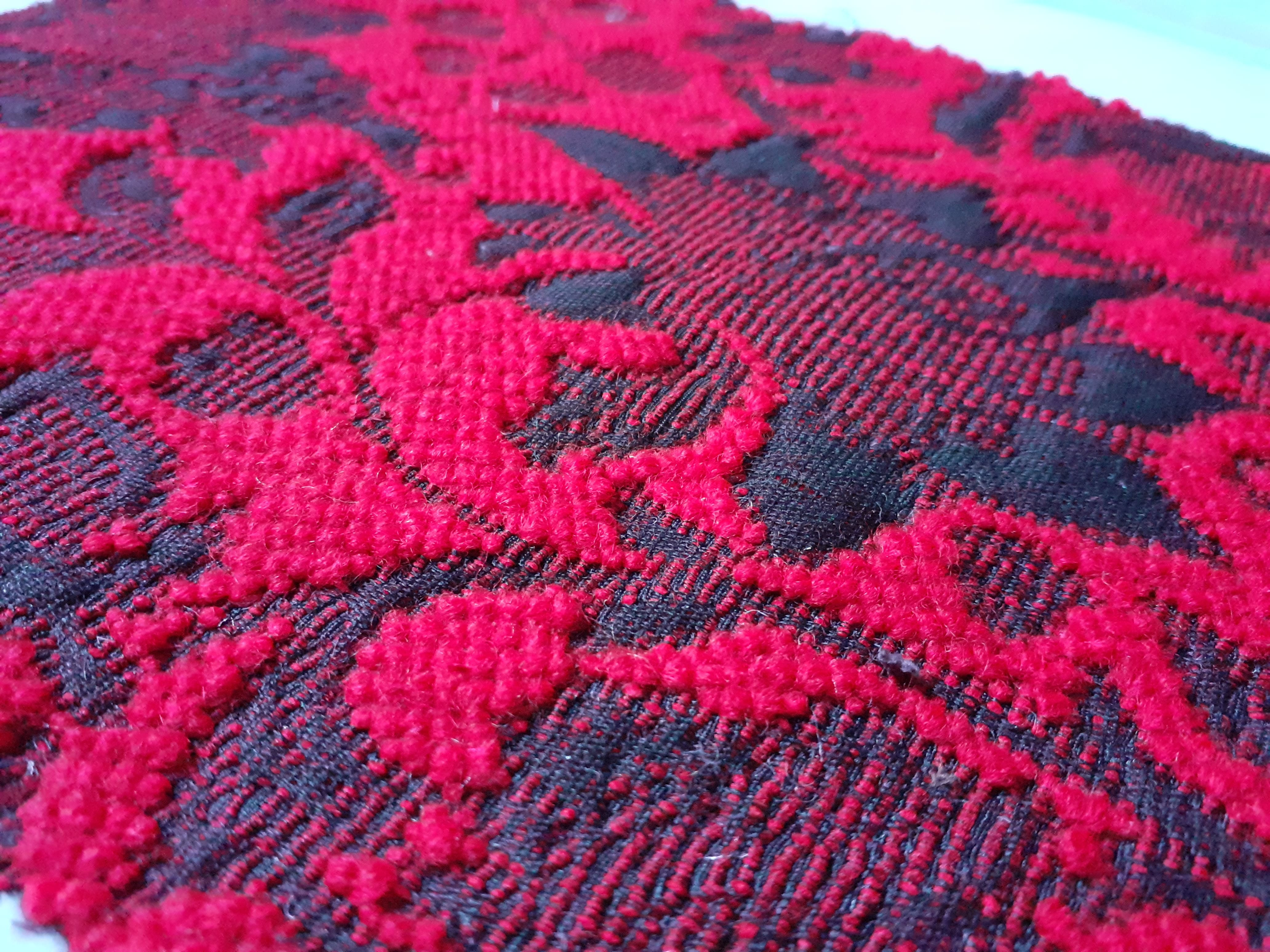
Strukturen hos Matelassé

Matelassé (fr. vadderad) är en typ av dubbelvävt tyg med upphöjda vadderade figurer, används bland annat till foder- och möbeltyger. Tygerna är vanligtvis 100% bomull men det finns även polyester-/bomullvarianter.